# جوهرة أف أم
جوهرة أف أم هي إذاعة خاصة في تونس. أطلقت في 25 جويلية 2005. استوديوهاتها تقع بسوسة.
تبث خاصة في منطقة الساحل التونسي، من الحمامات شمالا إلى حدود صفاقس، مغطية بذلك 2,5 مليون ساكن. بلغت نسبة الاستماع لها 75% في جوان 2006 حسب استقصاء مديا سكان والذي يجعلها الإذاعة الأولى بالساحل في ذلك الوقت. تبث على موجة أف أم  102.5 ميغاهرتز- 89.4 ميغاهرتز - 107.3 ميغاهرتز 104.4 ميغا هرتز
يتكون الفريق العامل بها من 39 شخصا بينهم لاعب كرة القدم السابق زبير بية

## مقالات ذات صلة
- قائمة إذاعات الراديو التونسية

### وصلات خارجية
- الموقع الرسمي لجوهرة اف ام